# Viktor Roeban
Viktor Roeban (24 mei 1981) is een Oekraïens boogschutter.
Roeban schiet met een recurveboog. Hij deed mee aan de Olympische Spelen in Athene (2004), waar hij goed door de eerste twee rondes kwam en door ging naar de ronde van 16 schutters. In deze ronde werd hij met vijf punten verschil verslagen door de Brit Larry Godfrey. Met het team behaalde hij op de Spelen een bronzen medaille.
Bij de vierde stage van de World Cup in 2008 in Boé haalde hij individueel de eerste plaats. Zijn hoogste notering op de FITA-wereldranglijst (vijfde) behaalde hij in juli 2008. Roeban doet met teamgenoten Markijan Ivasjko en Oleksandr Serdjoek mee aan de Olympische Spelen in Peking (2008), waar het team in de kwartfinale werd uitgeschakeld. In de individuele ronde versloeg hij in de finale de Koreaan Park Kyung-Mo en werd daarmee olympisch kampioen.

## Resultaten
| 2004 Olympische Spelen (team) 13e Olympische Spelen (individueel) | 2008 World Cup, stage 4 Olympische Spelen (individueel) World Cup, finale | 2009 WK outdoor |